# Hereditäre diffuse Leukenzephalopathie mit axonalen Sphäroiden
Die Hereditäre diffuse Leukenzephalopathie mit axonalen Sphäroiden (HDLS) ist eine sehr seltene,  typischerweise im Erwachsenenalter beginnende, zur Gruppe der Sphingolipidosen und Leukodystrophien zu zählende angeborene Erkrankung des Zentralnervensystems mit den Hauptmerkmalen einer fortschreitenden Bewegungsstörung (v. a. Gangstörung) und einer geistigen Beeinträchtigung.
Die HDLS wird zusammen mit einer weiteren seltenen Erkrankung, der POLD (Pigmentary Orthochromatic Leukodystrophy) unter dem Oberbegriff Leukodystrophie mit axonalen Spheroiden und pigmentierter Glia (ALSP, Adult-Onset Leukoencephalopathy With Axonal Spheroids and Pigmented Glia) zusammengefasst.
Synonyme sind: ALSP (Adulte Leukoenzephalopathie mit axonalen Sphäroiden und pigmentierter Glia); Familiäre Demenz Typ Neumann; FPSG (Familiäre progressive subkortikale Gliose); GPSC; HDLS (Hereditäre diffuse Leukoenzephalopathie mit Sphäroiden); Orthochromatische pigmentierte Leukodystrophie; Autosomal dominante Leukoenzephalopathie mit neuroaxonalen Sphäroiden; POLD; Subkortikale Gliose Neumann

## Verbreitung
Die Häufigkeit wird mit unter 1 zu 1.000.000 angegeben, die Vererbung erfolgt autosomal-dominant.

## Ursache
Der Erkrankung liegen häufig sporadische Mutationen entweder im CSF1R-Gen am Genort 5q32 zugrunde oder im AARS2-Gen mit dann autosomal-rezessiver Vererbung.
Es gibt auch Fälle von HDLS, bei denen bisher kein Gen identifiziert werden konnte.
Der Mechanismus, durch den es bei Vorliegen dieser Mutationen zur Erkrankung kommt, ist bisher unbekannt, jedoch Gegenstand aktueller Forschung.

## Klinische Erscheinungen
- Beginn der Symptome zwischen dem 30. und 50. Lebensjahr.[7]
- Anfänglich Wesensänderungen wie Impulskontrollstörung, Aggression und Depressionen.[1]
- Im Verlauf fortschreitende, sehr unterschiedlich ausgeprägte Bewegungsstörung und Verlust der Sprache.
- Schnell voranschreitender Abbau geistiger und körperlicher Fähigkeiten, bis zur vollständigen Lähmung und dem Verlust sämtlicher kognitiver Fähigkeiten.
- Geistiger Abbau bis zu einer Demenz.

## Diagnostik
Die Diagnostik beruht auf dem klinischen Bild und den Befunden bei der MR-Bildgebung: Hinweisende Befunde sind eine zunehmende Leukenzephalopathie im Frontalhirn zusammen mit einer Hirnatrophie.
Die Diagnose kann humangenetisch oder durch eine Hirnbiopsien histologisch gesichert werden. Für das histologische Bild typisch sind ausgeprägter Myelinverlust, axonale Sphäroide und pigmentierte Makrophagen.

## Differentialdiagnose
Die Liste klinisch ähnlicher Erkrankungen ist umfangreich, auch die Bildgebung ist nicht spezifisch.

## Therapie
Eine ursächliche Behandlung ist bislang nicht bekannt und richtet sich mit Physiotherapie, Logopädie und Ergotherapie gegen die Symptome.
Zudem können Medikamente gegen Spastik und Rigidität eingesetzt werden.
Da die Erkrankung sehr selten und daher wenig bekannt ist, erfolgt die Betreuung der Patienten meist in Zentren für seltene Erkrankungen (ZSE), wie beispielsweise dem ZSE der Universitätsklinik Tübingen.

## Prognose
Die durchschnittliche Überlebenszeit beträgt sechs Jahre, die Todesursache ist meist eine Folge der Bewegungsstörung wie Lungenentzündung und Mangelernährung.

## Geschichte
Die Erstbeschreibung erfolgte im Jahre 1984 durch den Schweden R. Axelsson und Mitarbeitern.